# Častohostice
Častohostice (en allemand : Tschastohostitz) est une commune du district de Třebíč, dans la région de Vysočina, en République tchèque. Sa population s'élevait à 186 habitants en 2020.

## Géographie
Častohostice se trouve à 5 km au sud-sud-est du centre de Moravské Budějovice, à 23 km au sud-sud-ouest de Třebíč, à 46 km au sud-sud-est de Jihlava et à 155 km au sud-est de Prague.
La commune est limitée par Nové Syrovice au nord, par Moravské Budějovice au nord-est, par Blížkovice au sud-est et au sud, et par Láz au sud-ouest et à l'ouest.

## Histoire
La première mention écrite de la localité date de 1459.

## Transports
Par la route, Častohostice se trouve à 5,6 km de Moravské Budějovice, à 31 km de Třebíč, à 51 km de Jihlava et à 172 km de Prague.